# 아널드 클라크컵
아널드 클라크컵(Arnold Clark Cup)은 2022년에 창설해 매년 잉글랜드에서 열리는 국제 여자 축구 대회이다. 잉글랜드 축구 협회가 대회를 주관하며 현재는 4개 여자 축구 국가대표팀이 참가한다. 대회 이름은 스코틀랜드의 자동차 거래 기업인 아널드 클라크에서 땄다.

## 대회 방식
4개 여자 축구 국가대표팀이 참여해서 풀리그 방식으로 우승을 가린다.

## 결과
| 연도   |          |        |          |          |
| 연도   | 우승     | 준우승 | 3위      | 4위      |
| ------ | -------- | ------ | -------- | -------- |
| 2022년 | 잉글랜드 | 스페인 | 캐나다   | 독일     |
| 2023년 | 잉글랜드 | 벨기에 | 이탈리아 | 대한민국 |

## 통산 기록
| 팀       | 우승           | 준우승   | 3위      | 4위      |
| -------- | -------------- | -------- | -------- | -------- |
| 잉글랜드 | 2 (2022, 2023) |          |          |          |
| 스페인   |                | 1 (2022) |          |          |
| 벨기에   |                | 1 (2023) |          |          |
| 캐나다   |                |          | 1 (2022) |          |
| 이탈리아 |                |          | 1 (2023) |          |
| 독일     |                |          |          | 1 (2022) |
| 대한민국 |                |          |          | 1 (2023) |